# Соман Чейнани
Соман Чейнани (на английски: Soman Chainani) е американски сценарист, филмов режисьор и писател, автор на произведения бестселъри в жанровете фентъзи и детска литература.

## Биография и творчество
Соман Чейнани е роден на 2 август 1979 г. в Маями, Флорида, САЩ, където семейството му е сред малкото от индийски произход. Следва специалност „Английска и американска литература“ в Харвардския университет, участва в студентския отбор по тенис, завършва с отличие за бакалавърска степен през 2001 г. След това следва в магистърската програма по филмово изкуство на Колумбийския университет.
След дипломирането си работи като сценарист и режисьор на филми. Филмите му са представени на множество филмови фестивала по целия свят, имат над 30 награди на публиката и журито.
Първият му роман „Училището за Добро и Зло“ от едноименната поредица е издаден през 2013 г. В историята всяка година се отвличат 2 деца, от които едното е красиво и добро дете, обичано от родителите си, а другото е странно и грозновато, отхвърлено от всички. Те се обучават в 2 отделни училища – за Добро и за Зло. Приятелките Софи и Агата също са отвлечени – Софи е най-красивото момиче в Гавалдън, а Агата е особена с безформените си черни дрехи и омраза към хората. Разпределението им изглежда предопределено, но нещо се обърква и ги пращат в разменените училища – Софи ще учи злодейство, а Агата – за истинската любов. Романът става бестселър в списъка на „Ню Йорк Таймс“ и го прави известен. През 2022 г. е екранизиран в едноименния телевизионен филм с участието на Шарлиз Терон, Мишел Йох и Лорънс Фишбърн.
Соман Чейнани живее в Ню Йорк.

## Произведения

### Серия „Училището за Добро и Зло“ (School for Good and Evil)
1. The School for Good and Evil (2013)
Училището за Добро и Зло, изд.: „Сиела“, София (2018), прев. Надя Златкова
2. A World without Princes (2014)
Свят без принцове, изд.: „Сиела“, София (2018), прев. Надя Златкова
3. The Last Ever After (2015)
И заживели щастливо за последно, изд.: „Сиела“, София (2019), прев. Надя Златкова
4. Quests for Glory (2017)
5. A Crystal of Time (2019)
6. One True King (2020)

В света на Училище за Добро и Зло
- Ever Never Handbook (2016) – документална книга
- The School for Good and Evil: The Ever Never Handbook (2016) – документална книга
- Beasts and Beauty: Dangerous Tales (2020) – сборник разкази

### Участие в общи серии с други писатели

#### Серия „Далечна колекция“ (Faraway collection)
3. The Princess Game ( 2020 )
от серията има още 4 романа от различни автори

### Екранизации
- 2007 Kali Ma – късометражен
- 2022 The School for Good and Evil – сценарий по романа

### Режисура
- 2006 Davy and Stu – късометражен
- 2007 Kali Ma – късометражен